# Europeiska gemenskapen
Europeiska gemenskapen (EG) var en internationell organisation och en juridisk person som utgjorde en del av Europeiska unionens första pelare, den som berörde bland annat ekonomi-, social- och miljöpolitik. Den blev den juridiska efterträdaren till Europeiska ekonomiska gemenskapen (EEG) genom fördraget om Europeiska unionen, som trädde i kraft den 1 november 1993. När Europeiska kol- och stålgemenskapen upplöstes den 23 juli 2002 blev Europeiska gemenskapen den juridiska efterträdaren.
EG:s kärna bestod av den inre marknaden, som inkluderade fri rörlighet för varor, tjänster, kapital och människor. Genom Lissabonfördraget ersattes pelarstrukturen av en enhetlig struktur med Europeiska unionen som en enda juridisk person. Därmed upplöstes också Europeiska gemenskapen den 1 december 2009.